# Diamond League Shanghai
Le Diamond League Shanghai (anciennement Shanghai Golden Grand Prix) est un meeting international d'athlétisme qui se déroule une fois par an au Stade de Shanghai. Disputé pour la première fois en 2005, il figure depuis 2010 dans le calendrier de la Ligue de diamant.

## Records du meeting

### Hommes
| Épreuve           | Record             | Athlète                   | Nationalité    | Date              | Réf.  |
| ----------------- | ------------------ | ------------------------- | -------------- | ----------------- | ----- |
| 100 m             | 9 s 69 (+2,0 m/s)  | Tyson Gay                 | États-Unis     | 20 septembre 2009 |       |
| 200 m             | 19 s 76 (-0,8 m/s) | Usain Bolt                | Jamaïque       | 23 mai 2010       | [ 1 ] |
| 400 m             | 43 s 99            | Steven Gardiner           | Bahamas        | 12 mai 2018       | [ 2 ] |
| 800 m             | 1 min 43 s 91      | Wycliffe Kinyamal         | Kenya          | 12 mai 2018       | [ 2 ] |
| 1 500 m           | 3 min 31 s 42      | Nixon Chepseba            | Kenya          | 15 mai 2011       |       |
| 3 000 m           | 7 min 36 s 36      | Kenenisa Bekele           | Éthiopie       | 17 septembre 2005 |       |
| 5 000 m           | 12 min 50 s 45     | Berihu Aregawi            | Éthiopie       | 3 mai 2025        |       |
| 110 m haies       | 12 s 87 (+0,6 m/s) | Cordell Tinch             | États-Unis     | 3 mai 2025        |       |
| 400 m haies       | 47 s 27            | Abderrahman Samba         | Qatar          | 18 mai 2019       | [ 3 ] |
| 3 000 m steeple   | 8 min 01 s 16      | Conseslus Kipruto         | Kenya          | 18 mai 2013       | [ 4 ] |
| Saut en hauteur   | 2,38 m             | Mutaz Essa Barshim        | Qatar          | 15 mai 2015       | [ 5 ] |
| Saut à la perche  | 6,11 m             | Armand Duplantis          | Suède          | 3 mai 2025        |       |
| Saut en longueur  | 8,61 m (+0,7 m/s)  | Luvo Manyonga             | Afrique du Sud | 13 mai 2017       |       |
| Triple saut       | 17,24 m (+0,7 m/s) | Phillips Idowu            | Royaume-Uni    | 19 mai 2012       |       |
| Lancer du poids   | 21,73 m            | Christian Cantwell        | États-Unis     | 18 mai 2014       |       |
| Lancer du disque  | 69,69 m            | Zoltán Kővágó             | Hongrie        | 23 mai 2010       |       |
| Lancer du javelot | 88,21 m            | Ihab Abdelrahman el-Sayed | Égypte         | 18 mai 2014       | [ 6 ] |

### Femmes
| Épreuve           | Record             | Athlète                | Nationalité | Date              | Réf.  |
| ----------------- | ------------------ | ---------------------- | ----------- | ----------------- | ----- |
| 100 m             | 10 s 64 (+1,2 m/s) | Carmelita Jeter        | États-Unis  | 20 septembre 2009 |       |
| 200 m             | 22 s 06 (-0,4 m/s) | Shaunae Miller-Uibo    | Bahamas     | 12 mai 2018       | [ 2 ] |
| 400 m             | 49 s 63            | Novlene Williams-Mills | Jamaïque    | 23 septembre 2006 |       |
| 800 m             | 1 min 56 s 64      | Tsige Duguma           | Éthiopie    | 3 mai 2025        |       |
| 1 500 m           | 3 min 56 s 82      | Faith Kipyegon         | Kenya       | 14 mai 2016       |       |
| 5 000 m           | 14 min 14 s 32     | Almaz Ayana            | Éthiopie    | 17 mai 2015       | [ 7 ] |
| 100 m haies       | 12 s 42 (+0,3 m/s) | Grace Stark            | États-Unis  | 3 mai 2025        |       |
| 400 m haies       | 53 s 34            | Lashinda Demus         | États-Unis  | 23 mai 2010       |       |
| 3 000 m steeple   | 9 min 04 s 53      | Beatrice Chepkoech     | Kenya       | 18 mai 2019       | [ 3 ] |
| Saut en hauteur   | 2,02 m             | Blanka Vlašić          | Croatie     | 28 septembre 2007 |       |
| Saut à la perche  | 4,85 m             | Yelena Isinbayeva      | Russie      | 20 septembre 2009 |       |
| Saut en longueur  | 6,95 m (+0,7 m/s)  | Ivana Španović         | Serbie      | 14 mai 2016       |       |
| Triple saut       | 14,89 m (+1,0 m/s) | Olga Rypakova          | Kazakhstan  | 23 mai 2010       |       |
| Lancer du poids   | 20,54 m            | Chase Jackson          | États-Unis  | 3 mai 2025        |       |
| Lancer du disque  | 70,88 m            | Sandra Perković        | Croatie     | 14 mai 2016       |       |
| Lancer du javelot | 66,89 m            | Lu Huihui              | Chine       | 18 mai 2019       | [ 3 ] |

## Identité visuelle

Ancien logo
Logo actuel